# レオニダス・ポーク
レオニダス･ポーク（英: Leonidas Polk、1806年4月10日-1864年6月14日）は、南北戦争の時の南軍の将軍である。かってはテネシー州モーリー郡の農園主であり、ジェームズ・ポーク大統領とはふた従兄弟だった。米国聖公会ルイジアナ教区の主教を務めてもおり、そのことで「戦う主教」とも呼ばれた。ポークはアトランタ方面作戦のときの1864年に戦死した。

## 初期の経歴
ポークは1806年にノースカロライナ州ローリー、サラ・ホーキンス・ポークとアメリカ独立戦争の古参兵であり成功した農園主だったウィリアム・ポーク大佐夫妻の子供として生まれた。ノースカロライナ大学チャペルヒル校に短期間通った後、ウェストポイントの陸軍士官学校に入学した。ここでの上級生のときに米国聖公会に入会した。1827年6月1日に38名の同級のうち8番目の成績で卒業し、砲兵隊の名誉少尉に任官された。同年12月1日にはバージニア神学校に入るために退役した。1830年4月には執事に叙任され、翌年には司祭になった。1830年にはまた、フランシス・アン・ドブローと結婚し、バージニア州リッチモンドのリチャード・チャニング・ムーア主教の助手となった。
1832年、ポークは家族と共にテネシー州モーリー郡の広大なポーク・"ラトル・アンド・スナップ"領地に移転し、「アッシュウッド・ホール」と呼ぶギリシャ復古調の壮大な家屋を建設した。モーリー郡にいる4人の兄弟と共に、アッシュウッドに一族の教会、セントジョン教会を建てた。テネシー州コロンビアにあるセントピーター教会の司祭も務めた。
1838年9月には南西部の伝道主教に指名され、1841年10月にはルイジアナの主教に選ばれた。
ポーク主教は1860年10月9日、テネシー州スワニーでサウス大学を設立する指導的存在となった。ポークはこの大学を、イングランドのオックスフォード大学やケンブリッジ大学に匹敵する、南部のさらに新世界の国民的大学にしたいと思っていた（1856年8月のエリオット主教に宛てた手紙で、この大学に対する分離論者的動機を詳述していた）。スワニーにおけるポークの創設者としての遺産は、1900年にエリファレット・F・アンドリューズによって描かれた「ガウンの上の剣」というその肖像画を通じて常に記憶されている。原作品が1998年にいたずらされた後、コニー・エリクソンによる複製が2003年6月1日に除幕された。

## 南北戦争
南北戦争が勃発したとき、米国聖公会からルイジアナ代表者会議を誘致した。友人でかってはウェストポイントでルームメイトだったジェファーソン・デイヴィスがポークにアメリカ連合国軍での任務を引き受けるよう説得した。ポークは同意し、1861年6月25日に少将として任官し、第2方面軍（大雑把にミシシッピ川とテネシー川の間の地域）の指揮を命じられた。ポークは1861年9月にケンタッキー州コロンバスを占領するという、南北戦争の中でも最大級のしくじりを犯してしまった。ケンタッキー州は中立を宣言していたが、ポークの行動でその中立を終わらせ、ケンタッキー州は直ぐに北軍の支配下に入った。
ポークはミシシッピ軍と、テネシー軍の第1軍団（「ポーク軍団と呼ばれた）を編成した。自身の旅団のために特徴ある軍旗をデザインした。青地に赤のセントジョージ十字をあしらい、アメリカ連合国の11の州を表象する11の星を飾った。
ポークは、シャイローの戦いでアルバート・ジョンストン軍の第1軍団を率いた。1862年10月10日には中将に昇進した。
ポークは、南軍西部戦線の新しい司令官ブラクストン・ブラッグとの折り合いが合わず、ミシシッピ州に転任させられ、後にアラバマ、ミシシッピおよび東ルイジアナの方面軍の指揮を執った。ブラッグの後任となったジョセフ・ジョンストンが、アトランタ方面作戦にあったテネシー軍に合流するよう命じた。

### 戦死
ポークは1864年6月14日、ジョージア州マリエッタ近くのパイン山で、参謀と共に敵の陣地を偵察している時に、北軍の3インチ (76 mm)ホチキス砲弾が当たって戦死した。ハーディ、ジョンストン各将軍やその参謀達も行動を共にしており、このために敵の砲撃を引き寄せることになった。最初の砲弾が近くに落ち、2発目はさらに近くに落ちて、その集団を散らばらせた。3発目がポークの左腕に当たり、胸を貫通して右腕に当たって抜け、木に当たって爆発した。ポークの体はほとんど2つに割かれていた。
ポークの野戦指揮官としての業績は見るべきところが無いが、その部下の兵士達には非常に人気があり、その死はテネシー軍で深く悼まれた。ジョージア州オーガスタに埋葬されていたが、1945年、ポークとその妻の遺骸はニューオーリンズのクライスト・チャーチ大聖堂に移葬された。
ポークの甥、ルーシャス・E・ポークも南軍の将軍だった。

## 記念
ルイジアナ州にあるポーク砦はポークに因んで名付けられている。

## ポークの遺品
ポークの刀はニューオーリンズで作られ、スティーブン・エリオット主教から贈られたものだったが、2005年10月4日、私信やその他の遺品と共にメイン州フェアフィールドで競売に付せられた。刀は77,000ドルで落札し、蒐集品全体で160万ドルになった。
もう一つポークのものとされる刀があり、これは南軍の参謀と野戦指揮官の刀に典型的な飾りに加えて、はめ込みと彫りこみの十字架など特徴ある多くの装飾が施されており、2007年12月にヘリテージ・オークション・ギャラリー（テキサス州ダラス）で競売に付された。この刀は1963年のウィリアム・アルボーの著書『南軍の刀の写真による補遺』でポークのものとされ、紹介されていた。この刀はアラバマ州モービルのジェイムズ・コーニングとジェイコブ・フェイザーの作と考えられている。